# Aclerda andropogonis
Aclerda andropogonis är en insektsart som beskrevs av Mcconnell 1943. Aclerda andropogonis ingår i släktet Aclerda och familjen Aclerdidae. Inga underarter finns listade i Catalogue of Life.